# کی‌مارت
کی‌مارت (انگلیسی: Kmart) شرکت خرده‌فروشی آمریکایی است، که در سال ۱۸۹۹ توسط اس. اس. کرسژ تأسیس شد.